# ボードショーツ
ボードショーツ（英語: boardshorts）は、ハーフパンツタイプでルーズフィットスタイルの水着の一種である。

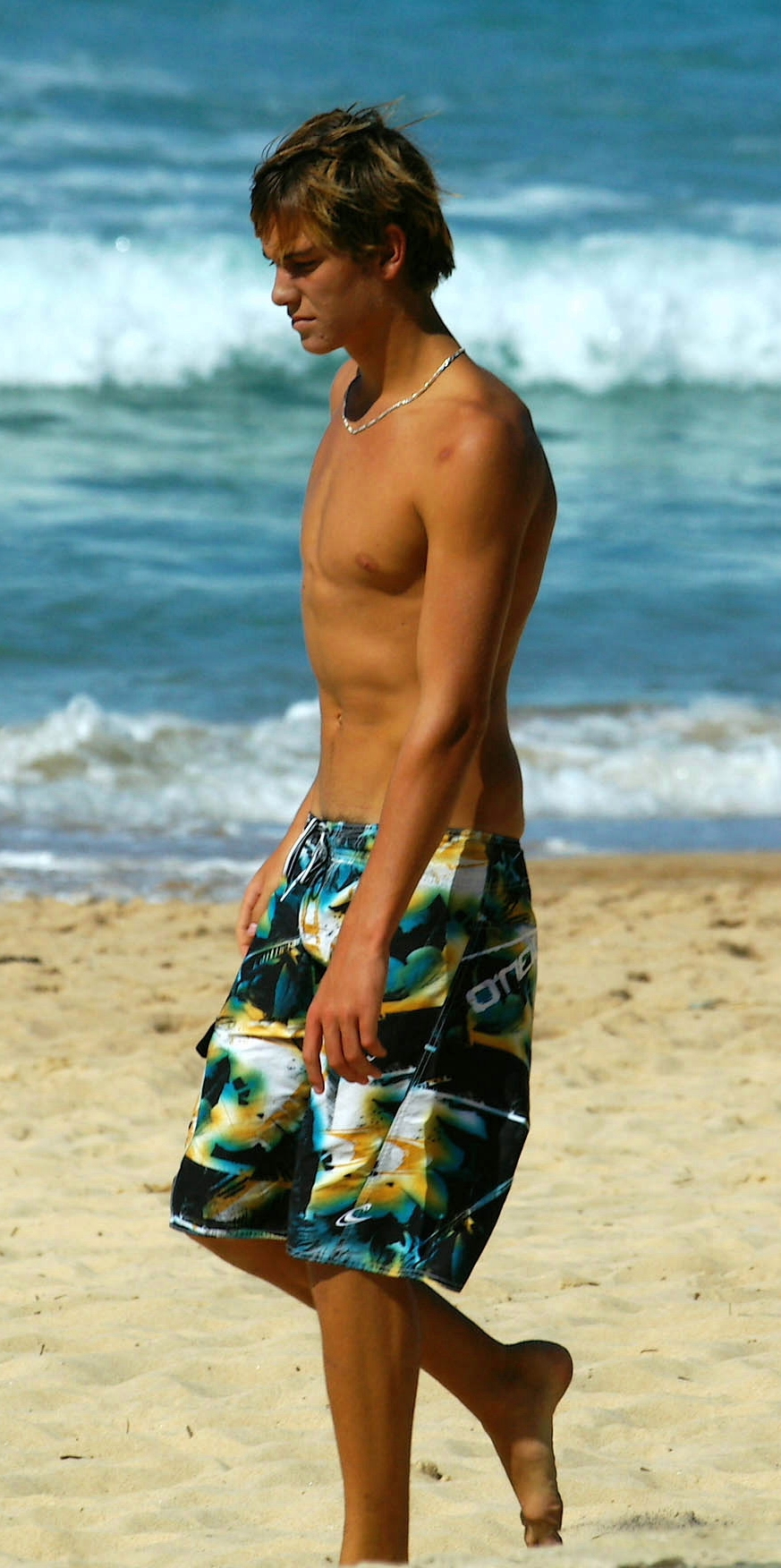
ボードショーツを着用する若い男性

「ボードショーツ」という名前はサーフィンやウェイクボードなどのボードを使用する水上スポーツで着用されることから付けられているが、他の男性用水着と同様に「海パン」と呼ばれる場合もある（ムラサキスポーツなど）こともあって海水浴場やプールなどでも着用されることが多い。デザインは派手な色使いや柄が取り入れられていることが多いが、普段の街着としても使えるよう素材や形状などとともに考慮されている商品もある。

## デザインと使用
ボードショーツのウエスト部分は遊泳用の水着にみられるような伸縮性を持たないことが多い。その代わりにフロント部分が面ファスナーやボタン止め、伸縮性のある別布などで広く開くようになっており、着脱の際には前開きを閉めてからウエスト部分に付いた紐で結ぶのが一般的な構造となっている。この構造はサーフィン中にワイプアウトしてサーファーが水中に転落したとき、転落時の衝撃や波の力などでショーツが脱げないようにする意味もある。また、車や家、ロッカーの鍵や貴重品などを安全に持ち歩けるよう面ファスナーやジッパー止めのポケットが設けられており、内部に鍵を括り付けられるループ状の紐が付いていたり、水中から上がった後も水が溜まらないよう下部に水抜き穴が空いていることが多い。
ボードショーツの丈は時代とともに変わっているが、男性用であれば膝から膝上前後位（4～5分丈位）、女性用であれば太ももの中間位（2～3分丈位）が多く、特に男性用の場合は一般的な競泳水着より長めにできている。この長めの丈には、サーフボードに塗る粘性の強いワックスから足を保護する意味合いがある。素材については水中での動きやすさやサーフボードとの摩擦による摩耗などを考慮し、速乾性や伸縮性、耐久性のあるポリエステルやナイロン、ポリウレタン（スパンデックス）が主に使用される。
また、遊泳用のサーフパンツにみられるような縫い付け型インナーショーツがない構造が多いため、特に必要な場合はボードショーツの下に着用するショーツを別途準備することになる。女性の場合は通常の水着の上から着用する場合もある。製作方法も従来の縫製方式だと縫い目による摩擦がストレスになるとして超音波溶着や接着剤でパーツを組み立てるタイプも現れているが、一般的な縫製方式より価格がやや高めになる。

## その他
総合格闘技（MMA）のショートパンツのスタイルはボードショーツを元にデザインされているものがある。また、メンズフィジークのコンテストではボードショーツを着用して出場する。

## 主な製造メーカー
- ハーレー インターナショナル
- クイックシルバー
- ビラボン
- パタゴニア